# Henryk X chojnowski
Henryk X chojnowski (ur. po 1425, zm. 28 maja 1452) – razem z bratem Janem I książę lubiński w latach 1441–1446, chojnowski od 1441 roku, brzeski w latach 1443–1450, złotoryjski od 1449 r.
Drugi i najmłodszy syn Ludwika III, księcia lubińskiego i chojnowskiego, oraz Małgorzaty opolskiej. 
W 1446 roku zastawił Lubin książętom głogowskim, a w 1450 roku Brzeg książętom opolskim.
Zmarł w stanie bezżennym, bezpotomnie.